# Merching
Merching – miejscowość i gmina w Niemczech, w kraju związkowym Bawaria, w rejencji Szwabia, w regionie Augsburg, w powiecie Aichach-Friedberg. Leży około 22 km na północny zachód od Aichach, nad rzeką Paar, przy drodze B2 i linii kolejowej Ammerseebahn: Garmisch-Partenkirchen-Augsburg.

## Demografia
| Rok  | Liczba mieszk. |
| ---- | -------------- |
| 1970 | 1 772          |
| 1987 | 2 233          |
| 2000 | 2 884          |

## Polityka
Wójtem gminy jest Martin Walch z CSU/FW, poprzednio urząd ten obejmowała Brigitte Meyer, rada gminy składa się z 16 osób.
|      | CSU | SPD | FW | FDP | Razem |
| 2008 | 4   | 1   | 6  | 5   | 16    |
| 2002 | 4   | 1   | 4  | 5   | 14    |